# Rhopalopsyllus cacicus
Rhopalopsyllus cacicus är en loppart som beskrevs av Jordan et Rothschild 1908. Rhopalopsyllus cacicus ingår i släktet Rhopalopsyllus och familjen Rhopalopsyllidae. Inga underarter finns listade i Catalogue of Life.